# 避雷针

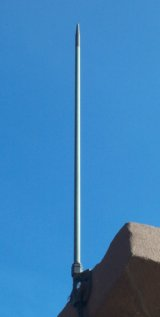
雷电从避雷针上方突出的部分被导入

避雷针（英語：Lightning Conductor），或称引雷针、接闪器，可以称为避雷导线，最早由本傑明·富蘭克林發明，第一代避雷針也以其命名為富兰克林针。除此之外還有第二代避雷針，主動式避雷針，又稱阿波羅避雷針，以及第三代避雷針，多針型避雷針。
傳統型避雷針（一代富蘭克林針與二代主動式避雷針)皆是一種用於承接閃電的防雷裝置，常用的製造材質為铜。它是一種能吸引閃電，將閃電的電流導入地底的防雷装置，並能在一定的面積範圍内保護建筑物或電力設備。
但由於目前並沒有能百分之百防雷的避雷針，傳統型避雷針吸引閃電的保護原理，反而增加了被雷擊中的機率，增加了意外風險，因此第三代的避雷針對其進行了改良。
新型的第三代避雷針也同樣能將閃電的電流導入地下，但不同於傳統避雷針的是，它不會去吸引閃電，而是消散物體上的電荷，使要保護的物體與雲層沒有電位差，從而大幅降低閃電雷擊的機率，更加安全可靠。

## 原理

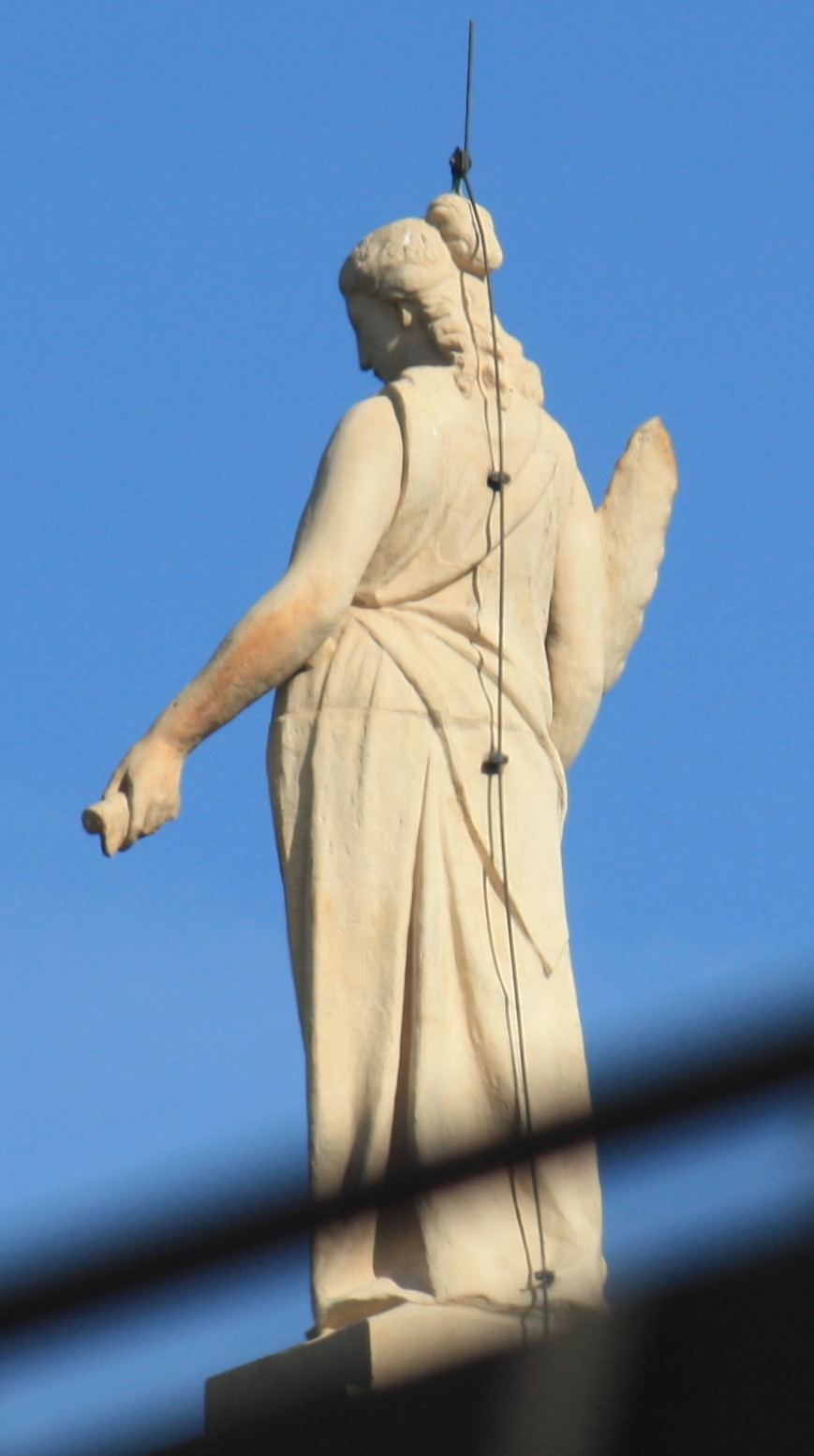
安裝在雕像頂端的避雷针

在雷电发生时，避雷针能吸引雷电的放电通道，让雷电电流从避雷针流入地球的土地里，避免巨大的电流对建筑、设备、树木造成破坏或者伤害偶然在地面之上走动的人或动物。
有一種說法認為避雷针可利用尖端放电现象，让地球大气层中雷云中的电荷及时地释放，通过避雷针进入地球地面，将电荷减低及中和，避免其过分的积累而引发巨大的雷电击中事故，并保护被雷电击中的建筑物或设备。但也有研究指出尖端放電的電量，並不足以中和所有電荷。
避雷针是广泛地使用于全世界的建築物避雷系统中，并且效果良好，因为它们大大地减少了与闪电相关的火灾和建筑物结构损坏。
早期美国科学家认为避雷针向天的一端应该是一个尖端形状，而英国科学家则认为向天的顶端应是一个球体形状的效果比较好。事實上，實際試驗證明最佳的避雷針是棒狀，頂端略鈍。為發揮避雷針的作用，避雷針應安裝在建築物的最高點，以低電阻的電纜接地到地下的土地或水。
目前也有第三代避雷針，名為「多針型避雷針」，外型不像傳統避雷針為一根針狀的「凸針」而是由多根細針所組成的「多針」凸針的尖端處會積蓄電荷去吸引雷電，而多針則相反，其原理並非透過引雷將雷電導入大地中，而是利用尖端放電原理，將尖端中的正離子消散，從而使雷電與建築無法相互吸引，達到防雷的目的，這種避雷針常安裝於工廠、船舶或飛機上，相比傳統的富蘭克林或阿波羅避雷針更加可靠安全。

## 简介
避雷針保護的區域為錐形，其地面範圍的半徑約為避雷針到地面的距離。避雷针不能完全避免被保护的建筑或电力设备被雷电击中，只能降低被击中的機率。同时因为大地电阻的存在，避雷针被雷电击中时会抬高其附近地面的电势，所以，在雷雨天气时不能靠近避雷针，避免发生触电事故。

## 歷史

### 亚洲
- 中国

唐代《炙毂子》记载了这样一件事：汉朝时柏梁殿遭到火灾，一位巫师建议，将一块鱼尾形状的铜瓦放在层顶上，就可以防止雷电所引起的天火。今天看來，屋顶上所设置的鱼尾开头的瓦饰如果真能避雷，應該是因爲避雷针的原理。
- 斯里蘭卡

某些最古老的避雷导线也可以在斯里蘭卡找到，好像追溯到一千年前的阿努拉德普勒王国的地方可发现由铜制成金属物安装在每个建筑物的高处点。

### 美洲
- 美国

现代避雷针是美国科学家本傑明·富兰克林于1752年7月的一个雷雨天中所发明的。当时他是用了一個捕捉雷电的风筝实验作試驗。此风筝实验证实了他的推测理論，并发明了避雷针。

## 其它使用方式

### 在船舶上使用
英国人哈利士（ ,1-4-1791 – 22-1-1867）于1820年发明了在木帆船使用的避雷针装置。由於海上氣候嚴峻且難以預料，過去大多船隻儘管安裝了傳統型避雷針，但船身及設備仍然時常遭受雷擊，這是因為傳統型避雷針實為引雷針，會主動吸引閃電，然而，我們卻無法確保閃電總是能擊中避雷針，且傳統型避雷針本身也存在著死角，若是主動引雷，無疑是增加了雷擊的風險。因此現在已有航運公司紛紛將原本船隻上的傳統型避雷針移除，改為能消除電荷，真正可以消雷的第三代避雷針-多針型避雷針，將其安裝於船舶上的優點有三，一是他能夠將船隻上積累的電荷消除，大幅降低成為雷擊目標的機會，達到無死角的避雷；二是雖然大幅降低雷擊的機會，但若雷擊不幸的發生時，它與傳統型避雷針同樣能將電流導出，保護船身及設備；三是它的體積小，安裝在船隻上時較不會引響船上其他的設備，同時，也更好的面對海上嚴峻的風浪。

### 在飞机上的使用
由於傳統型避雷針原理是吸引閃電，將電流導入地面，因此飛機上不會加裝傳統型避雷針。不過因飛機外殼為金屬，即使被雷擊中，也不會對機上乘員造成傷害，飛機的機翼也會裝有，同第三代多針型避雷針能消除電荷的靜電刷，將飛機外殼因高速與空氣摩擦產生累積的電荷快速排放回到空氣，使得閃電無從與其互相吸引。但由於鼻錐內裝有雷達，故鼻錐外殼不能使用金屬材質，為保護雷達，機鼻外殼嵌有幾條金屬線，雷擊時金屬線會吸收電流導到金屬的機身，降低雷達受損的機率。